# Commerce
Commerce, fundada en 1960, es una ciudad ubicada en el condado de Los Ángeles en el estado estadounidense de California. En el año 2020 tenía una población de 12,378 habitantes y una densidad poblacional de 731.49 personas por km².

## Geografía
Commerce se encuentra ubicada en las coordenadas 34°0′2″N 118°9′17″O / 34.00056, -118.15472. Según la Oficina del Censo, la ciudad tiene un área total de 17,02 km² (6,6 mi²), de la cual 17,01 km² (6,6 mi²) es tierra y 0,1 km² (0 mi²) (1.14%) es agua.

### Localidades adyacentes
El siguiente diagrama muestra a las localidades en un radio de 8 kilómetros (5 mi) de Commerce.

## Demografía
Según la Oficina del Censo en 2000 los ingresos medios por hogar en la localidad eran de $34,040, y los ingresos medios por familia eran $36,572. Los hombres tenían unos ingresos medios de $27,738 frente a los $22,857 para las mujeres. La renta per cápita para la localidad era de $11,117. Alrededor del 17.9% de la población estaban por debajo del umbral de pobreza.

## Educación
Distritos escolares que sirven a Commerce:
- Distrito Escolar Unificado de Montebello[2]
- Distrito Escolar Unificado de Los Ángeles